# エレマガラジオDX
『エレマガラジオDX』（エレマガラジオ・デラックス）はラジオNIKKEIで放送されている音楽番組・トーク番組である。
2016年2月2日放送開始。
お笑いコンビ・エレキコミックのメンバーの一人であるやついいちろうがディスクジョッキーを務めるこの番組では、やついとの親交が深い邦楽ミュージシャンやお笑いタレントなどを中心として、原則として2週1くくりの前後編形式で迎えるゲストコーナーを中心に展開する。ゲストコーナーでは、そのゲストとやついに毎回のお題に基づいた楽曲を選曲してもらい、それを聞きながら、ゲストの素顔や、本音を語り合う。
番組の開始当初から2019年3月26日までは、第2プログラム（当時は平日プログラムを「RN2」と呼称していた）で火曜日22:00-23:00に生放送していたが、第2プログラムの放送時間の短縮などに伴い、同4月2日からは、生放送日時は変えず、放送チャンネルを第1プログラムに移して再スタートを切った。